# Hybozelodes
Hybozelodes is een vliegengeslacht uit de familie van de roofvliegen (Asilidae).

## Soorten
- H. acuticornis Carrera, 1945
- H. albipes Hermann, 1912
- H. clausicella (Carrera, 1960)
- H. comatus (Hermann, 1912)
- H. conjungens (Hermann, 1912)
- H. dispar (Hermann, 1912)
- H. fulvipes (Hermann, 1912)
- H. lucidus (Hermann, 1912)
- H. marginatus (Osten-Sacken, 1887)
- H. minutus (Wiedemann, 1828)
- H. nigellus Hermann, 1912
- H. pennatus (Hermann, 1912)
- H. pictus (Hermann, 1912)
- H. platycerus Hermann, 1912